# (2176) Donar
(2176) Donar (2529 P-L) – planetoida z grupy pasa głównego asteroid okrążająca Słońce w ciągu 5,03 lat w średniej odległości 2,93 au. Odkryta 24 września 1960 roku.